# Politique dans la Haute-Vienne

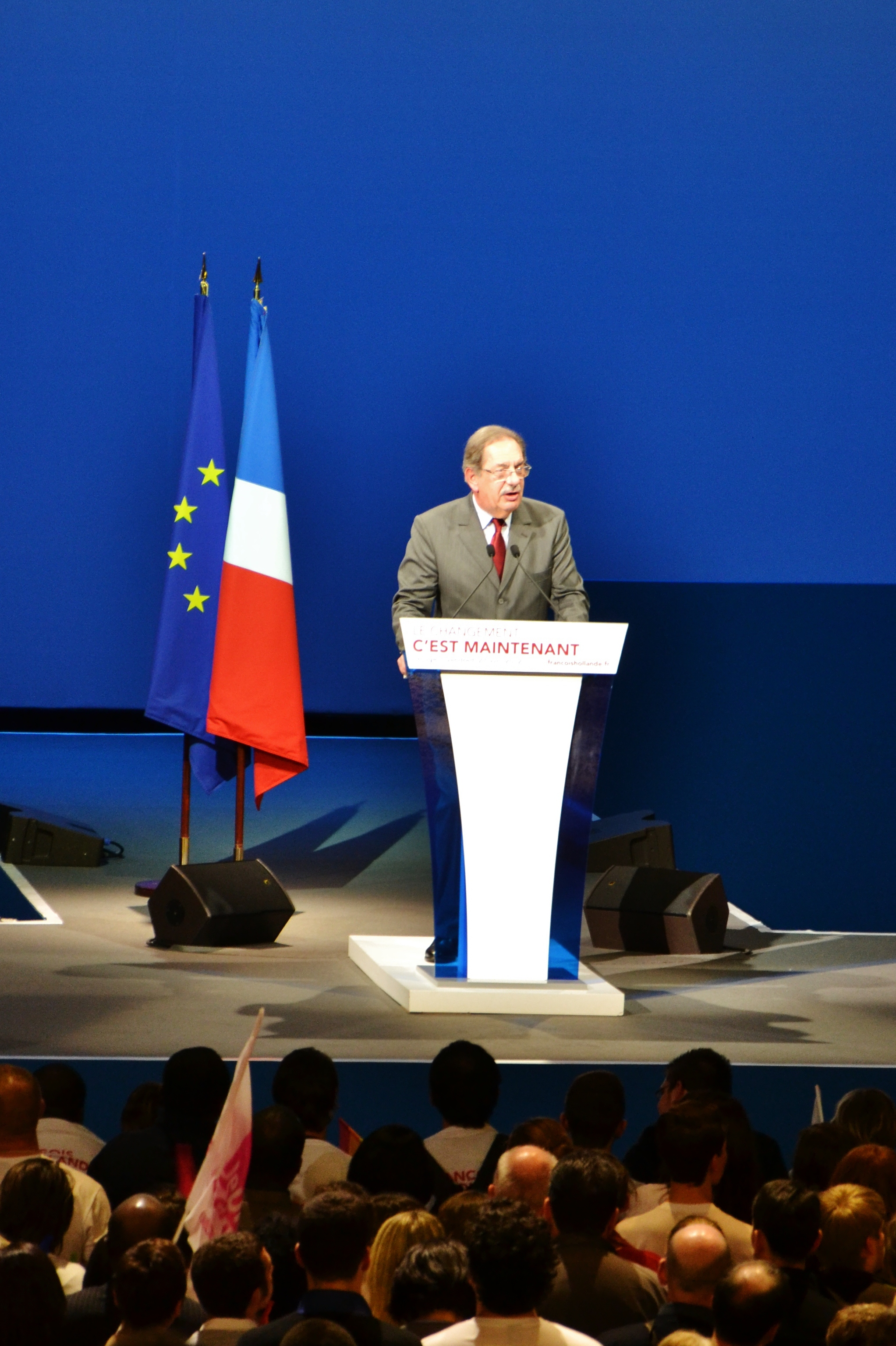
Alain Rodet, député (1981-2017) et maire de Limoges (1990-2014), une personnalité centrale de la vie politique haut-viennoise des années 1990 à 2010.

La Haute-Vienne est un département fortement ancré à gauche, avec une prédominance du PCF jusque dans les années 1980, puis un glissement au profit du PS, dont l'hégémonie est mise à mal à partir des années 2010. La droite, traditionnellement peu présente mais disposant de fiefs certains dans le centre-ville de Limoges ou le nord du département, connaît depuis lors des succès limités mais notoires. L'extrême-droite, longtemps marginale, ne connaît pas de victoires notables. Enfin, comme ailleurs en France, l'élection d'Emmanuel Macron en 2017 augure une période d'incertitudes pour les partis traditionnels.

## Histoire politique et rapports de force

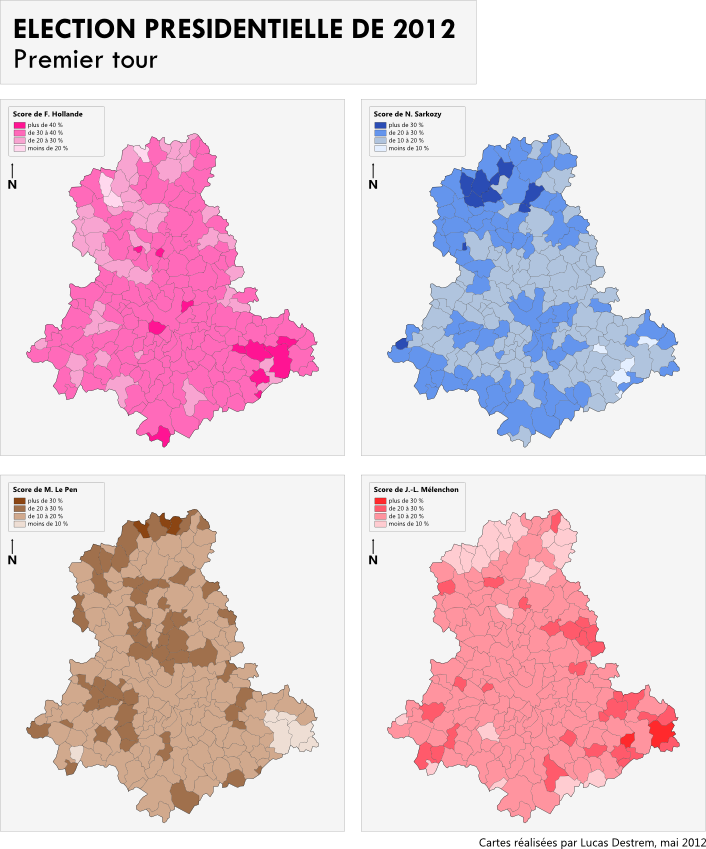
La carte des résultats du premier tour de l'élection présidentielle de 2012 rend bien compte des rapports de force politiques dans la Haute-Vienne.

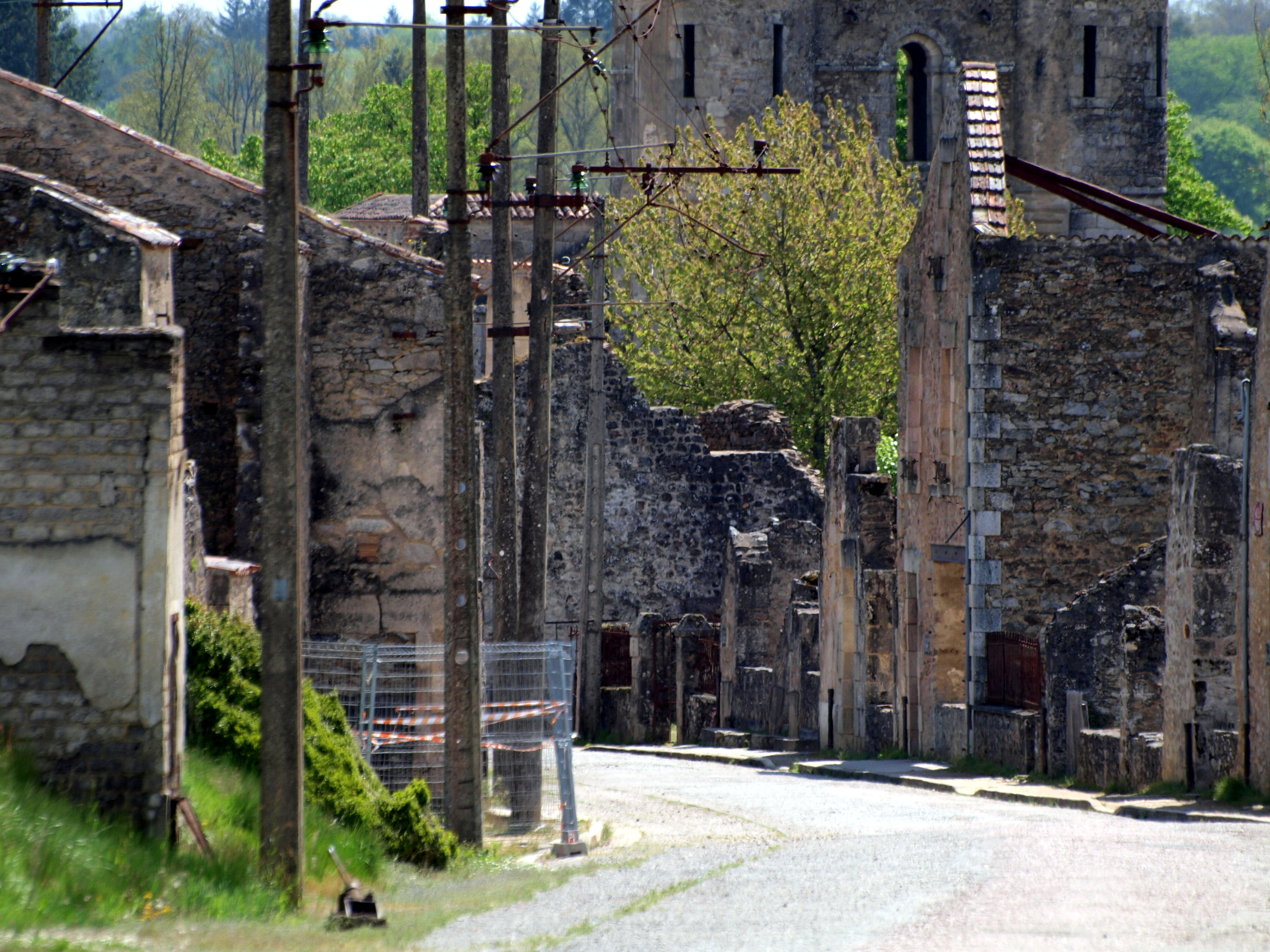
Le massacre d'Oradour-sur-Glane est un événement ressource de la construction mémorielle et identitaire du Limousin et donc de l'énonciation du discours politique régional autour des concepts de martyre et de résistance.

### Gauche
Le département de la Haute-Vienne constitue de très longue date, un des points forts de l'influence de la gauche en France. Il est à ce jour un des bastions majeurs de la gauche de gouvernement.

#### Une tradition socialo-communiste ancienne
La résistance au coup d'État de 1851, les suites de la Première Guerre mondiale, la tradition ouvrière symbolisée par l'industrie porcelainière et du cuir, puis la Résistance ont favorisé la domination de la gauche, et au sein de celle-ci une forte concurrence entre le courant communiste et le courant socialiste, qui ont occupé largement l'espace politique du département. Ainsi, fait très rare, le conseil général n'a jamais été dominé par la droite, et sur les 21 députés élus durant la Cinquième République, seuls 5 n'étaient pas de gauche.
Durant la VIe législature de la Cinquième République française (1978-1981), la dernière à avoir donné au groupe parlementaire communiste un effectif similaire au groupe socialiste, les trois députés du département (Hélène Constans, Jacques Jouve et Marcel Rigout) étaient membres du PCF. Ce dernier, ultime député communiste de Haute-Vienne à ce jour, se maintient au Palais Bourbon jusqu'en 1988.

#### Un PS hégémonique... ou presque
Depuis le déclin du PCF dans les années 1980, consécutif à sa trajectoire nationale sur fond de révélations des pratiques soviétiques et de stratégie des socialistes sous Mitterrand pour amoindrir le PCF, le parti socialiste a vu son influence augmenter et s'impose indubitablement comme la première force politique du département des années 1990 aux années 2010. La division des communistes entre rénovateurs ( ADS ) et orthodoxes ( PCF ) a grandement aidé à cet affaiblissement. 
La socialiste Marie-Françoise Pérol-Dumont est présidente du conseil général de 2004 à 2015, succédant au sénateur Jean-Claude Peyronnet, et c'est encore un socialiste qui lui succède en 2015, Jean-Claude Leblois. La majorité des villes demeure aux mains du parti socialiste : Limoges sans interruption de 1947 à 2014, Saint-Yrieix-la-Perche, Le Palais-sur-Vienne, Feytiat, Rochechouart, Ambazac jusqu'en 2014.
Depuis la fin des années 2000 toutefois, la forteresse socialiste a ponctuellement subi quelques déconvenues.
À noter que les élections municipales de mars 2008 ont vu l'élection de plusieurs maires sans étiquette, divers gauche, dissidents PS, dans des communes importantes : Saint-Léonard-de-Noblat (réélection de Christine Riffaud, SE), Panazol (le dissident socialiste Jean-Paul Duret bat le candidat investi par le parti Bruno Comte), Isle (victoire du divers Gilles Bégout), Condat-sur-Vienne (réélection du maire sortant non-affilié)… Ce phénomène ne fait que prouver d'autant plus la primauté des forces socialistes dans les rapports de force voire les tensions politiques départementales.
L'année 2012 est marquée par l'arrivée au pouvoir national du corrézien d'élection François Hollande, qui enregistre d'excellents scores en Limousin. Sans doute dopés par cette victoire, les candidats du PS l'emportent dans les trois nouvelles circonscriptions redécoupées du département à l'occasion des élections législatives, confortant l'ancrage à gauche du département.
Les municipales de 2014, marquées sur le plan national par une vague bleue, confirment cette préférence, en dépit de quelques pertes pour le PS, dont Bellac et surtout Limoges. Cette dernière perte, qui met un terme à 102 ans presque ininterrompus de gouvernance socialiste dans la capitale régionale, est perçue comme un séisme politique ressenti jusque sur le plan national. Cependant, cet événement historique est davantage présenté et commenté comme étant une défaite de la gauche en place plus que d'une victoire signifiante de la droite.
Si les élections départementales et régionales de 2015 consacrent encore la suprématie du PS, les échéances de 2017 amplifient le repli des socialistes dans un territoire qui semble clairement pencher en faveur de la vague macroniste (perte des trois sièges de députés au profit des candidats du parti présidentiel, pourtant inconnus). Le scrutin européen de 2019 confirme ensuite le recul du PS.
Durant la suite du mandat présidentiel d'Emmanuel Macron, la gauche de gouvernement enregistre des résultats moins mauvais en Haute-Vienne : si les élections municipales de 2020 sont à nouveau marquées par l'échec des socialistes et de leurs alliés communistes et citoyens à Limoges, ainsi que par la perte de Panazol, troisième commune du département, elles voient aussi la gauche classique reprendre Bellac et Rilhac-Rancon, et conserver ses autres fiefs notamment Saint-Yrieix-la-Perche, Rochechouart et Condat-sur-Vienne. Les élections sénatoriales, la même année, voient même les deux sièges revenir au PS (l'un d'entre eux avait été gagné par le radical de centre-droit Jean-Marc Gabouty en 2014), sur fond de divisions dans le camp de la droite et du centre. Enfin, la gauche l'emporte à nouveau nettement lors des élections de 2021 : aux départementales, forte d'un accord dès le premier tour avec les communistes, la majorité sortante renforce son hégémonie avec 34 sièges (contre 30 en 2015, répartis entre la majorité PS-DVG et une ancienne minorité PCF-ADS), sur 42 possibles ; aux régionales, la liste d'Alain Rousset arrive nettement en tête du second tour dans le département, permettant l'élection de 6 conseillers sur 10 sièges.

#### Le communisme rural: déclin et rivalités...
Cette situation continue de perdurer, eu égard à la représentation parlementaire, à la répartition des élus locaux et à celle des membres du conseil général. Si le déclin communiste en France enclenché dès 1981 s'est aussi fait sentir dans le département (plus aucun député PCF depuis 1988), le parti garde une influence notable sur les collectivités, même s'il est parfois devancé par l'ADS, qui résulte d'une scission d'avec le PCF. Ainsi, en 2008, 7 des 42 conseillers généraux sont étiquetés ADS, contre seulement 2 communistes. Saint-Junien, seconde ville du département, est dirigée par un maire ADS, Pierre Allard, qui a succédé à l'emblématique Roland Mazoin en 2001. En dépit de la perte d'un allié dans le groupe qu'ils forment au conseil général, M. Chapeaublanc, conseiller du canton de Limoges-Condat et étiqueté MRC, en 2008, un représentant ADS a pris un siège aux socialistes, à Châteauneuf-la-Forêt lors des dernières élections cantonales.

#### ... mais regain récent de la gauche radicale et recomposition des équilibres
L'élection régionale de 2010 en Limousin a vu l'ancienne majorité de gauche se disloquer en deux groupes. Le premier constitue la nouvelle majorité pour la mandature 2010-2015, et réunit socialistes et apparentés et élus d'Europe Écologie Les Verts). L'autre a un statut ambigu, extérieur à la majorité mais détenant tout de même des présidences de commission, et se composant de l'alliance inédite en France, du NPA et du Front de gauche, servant de référence aux instances nationales du Front de gauche dans la perspective d'une candidature unitaire pour l'élection présidentielle de 2012). Les deux élus NPA ont néanmoins quitté en 2012 leur parti pour rejoindre la Gauche anticapitaliste, adhérent du Front de gauche.
Cette alliance de la gauche radicale est reconduite pour les élections cantonales de 2011 dans la Haute-Vienne, qui voient le PS conserver la présidence, en dépit de la perte de quatre sièges au profit de sans étiquette alliés à la droite, et des communistes, parfois dans des circonstances houleuses. Ce scrutin permet un léger rééquilibrage des forces de gauche : ADS et communistes cumulent 11 sièges (contre 9 en 2008), et, prenant acte des désaccords avec le PS, décident de constituer un groupe propre, alors que les deux partis sont séparés au Conseil régional où l'ADS est dans la majorité socialiste, et regroupés avec le PS à la mairie de Limoges par exemple.
Toutefois, en dépit de scores absolus non négligeables aux élections municipales de 2014 (plus de 14 % à Limoges, victoire à Ambazac) et aux élections départementales de 2015, et de deux qualifications au second tour des élections législatives de 2017 (une première depuis 1986), les divisions et les modes de scrutin (scrutin majoritaire, redécoupage des cantons et de la région) ne permettent pas aux candidats de la gauche radicale de transformer leurs résultats en sièges (passage de 11 à 4 sièges au Conseil départemental notamment). Lors des élections régionales tenues pour la première fois à l'échelle de la nouvelle grande région, alors qu'ils enregistrent un résultat de 7,8 % sur les départements limousins, les candidats de la liste Front de gauche ne peuvent envisager une entrée au Conseil régional, ne signant que 4,8 % à l'échelle de la région. 
À partir de 2020, la gauche radicale se divise sur les stratégies d'alliance : le PCF choisit de s'allier avec le PS lors des élections municipales à Limoges, puis lors des élections départementales et régionales l'année suivante, quand les anciens alliés insoumis font le choix de l'autonomie. Cela permet aux communistes de se maintenir au conseil municipal de la préfecture départementale (quand les insoumis en disparaissent), et surtout de revenir au conseil régional (Catherine La Dune devient même vice-présidente de la Région), et de renforcer leurs positions au conseil départemental. Dans le même temps, deux collectifs distincts formés par les insoumis, Génération.s et les écologistes échouent à conquérir le moindre siège.

### Droite

#### Les difficultés de la droite républicaine

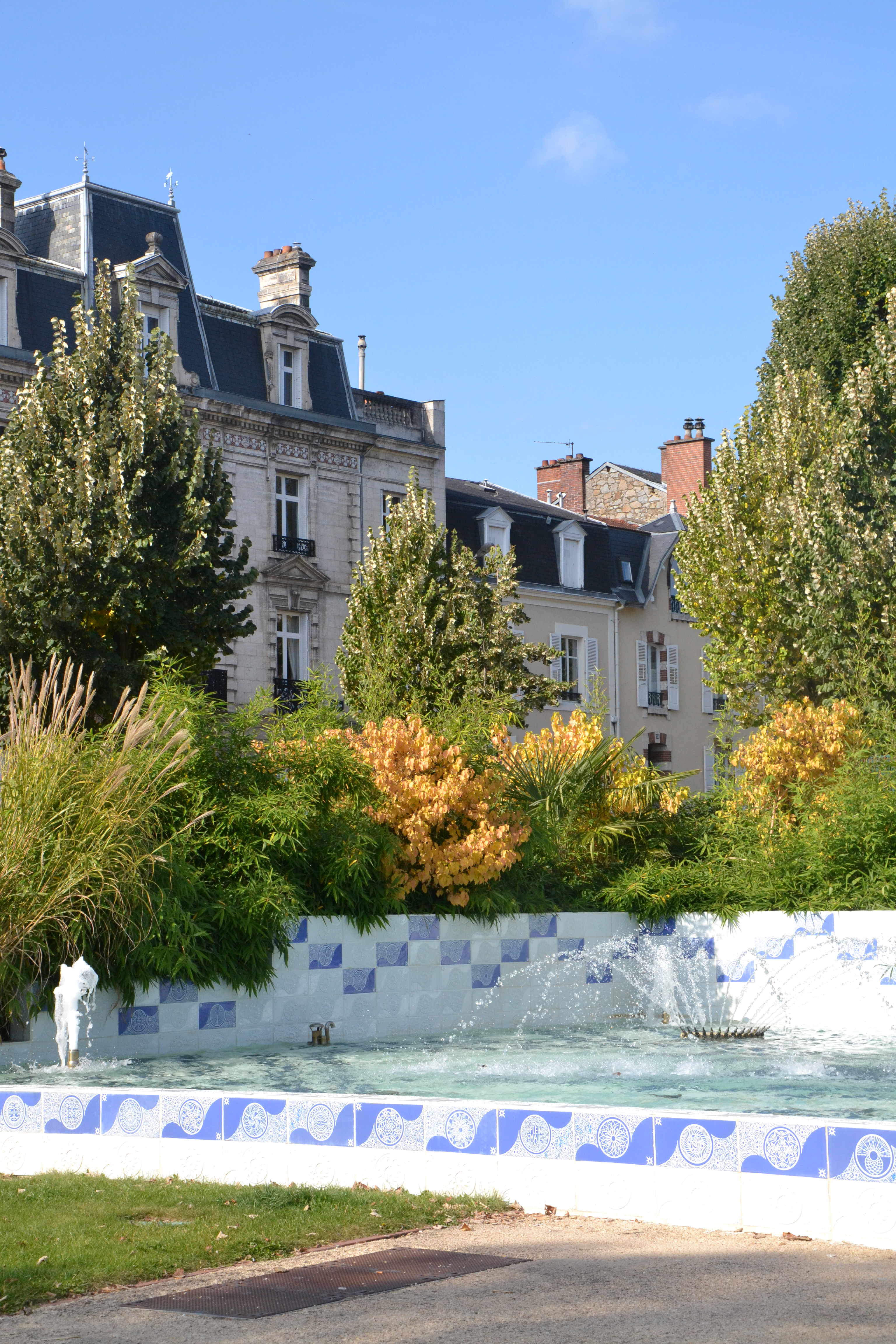
Le quartier des Émailleurs, à Limoges, est un des fiefs emblématiques de la droite départementale.

Contrairement à la Corrèze voisine, dont la vie politique a été fortement influencée entre la fin des années 1960 et 2007 par la personne de Jacques Chirac, donnant à une terre réputée de gauche une orientation plus « droitière », la Haute-Vienne est donc restée en retrait des « vagues bleues ». Portée par le mouvement syndical ouvrier (la CGT s'est constituée au Congrès de Limoges en 1895), et par le mouvement syndical en monde rural, la gauche dispose d'une prédominance que la droite n'est parvenue à mettre en question que durant de très courtes périodes (la dernière étant celle des élections législatives de 1993, au contexte national particulier). Hormis certaines figures locales, comme l'ancien juge antiterroriste Alain Marsaud, conseiller général du canton de Limoges-Centre lors des élections législatives de 1993, où 3 sièges sur 4 sont ravis par le RPR ( E Guilhem et J.M. Faure pour les deux autres élus ) ou Jean-Marc Gabouty, maire UMP de Couzeix, la droite peine à conquérir des sièges et des mairies, subissant même en 2008 dans ses fiefs d'historiques défaites (perte de Bellac), à l'image du Limousin (perte de Brive, Ussel).
Les élections cantonales de 2011 voient l'opposition au Conseil général remporter un siège (canton de Magnac-Laval) au détriment de la gauche, mais perdent celui de Saint-Laurent-sur-Gorre. La droite sauve de justesse son fief du canton de Limoges-Émailleurs.
Les scrutins de 2012 confirment sa faiblesse. Le redécoupage électoral handicape davantage ses chances de récupérer un siège de député, même si le candidat radical de la 3e circonscription, soutenu par l'UMP, signe un résultat honorable. 

#### Depuis 2014: un regain inattendu mais à confirmer
Les élections municipales de 2014 marquent un prolongement de cette tendance, en dépit de l'incontestable victoire électorale qu'est la conquête par la droite de la capitale régionale, et dans une moindre mesure la défaite de la gauche à Bellac ou Aixe-sur-Vienne. La victoire de la droite à Limoges a pour effet indirect l'élection d'un tout premier sénateur issu du centre-droit aux élections sénatoriales de 2014, le maire radical de Couzeix Jean-Marc Gabouty, faisant de 2014 l'une des années les plus fructueuses pour l'opposition départementale depuis 1993.
Les élections départementales de 2015 confirment la poussée de la droite dans le département ; l'opposition regroupant le centre et la droite passe de 5 à 12 sièges sur 42. Mais les législatives de 2017 constituent un échec cuisant pour le parti Les Républicains, qui ne qualifie qu'un candidat au second tour, Guillaume Guérin, sèchement battu par la candidate En marche !. Nouvelle déception lors des sénatoriales de 2020, puisque le sortant Jean-Marc Gabouty échoue à conserver son siège, concurrencé par le maire de Limoges Émile-Roger Lombertie, lequel n'empêche pas la gauche de reprendre le siège qu'elle avait perdu en 2014, tout en conversant le deuxième siège également convoité.
Lors des municipales de 2020, la droite alliée aux centristes dès le premier tour conserve aisément Limoges, et l'emporte à Panazol. 
Les élections départementales et régionales de 2021 sont en revanche un échec important : à la région, les effectifs fondent du fait de l'échec de la liste de Nicolas Florian ; seul Guillaume Guérin conserve sa place en Haute-Vienne. Au département, l'opposition sortante gagne certes le canton de Panazol, mais perd deux cantons à Limoges (canton de Limoges-1 et canton de Limoges-7) et le canton de Châteauponsac.

### Un FN marginal
Le Front national est traditionnellement marginal dans la Haute-Vienne. Cependant, il a enregistré des scores non négligeables aux scrutins cantonal de 2011 (4 qualifications pour le second tour dans des cantons urbains de Limoges) et présidentiel de 2012, en particulier dans les communes rurales du nord du département (en tête dans trois d'entre elles). Le parti obtient ensuite de bons scores lors des élections départementales de 2015 (atteignant huit seconds tours) et à la présidentielle de 2017, mais connaît un échec cuisant aux législatives suivantes, ainsi qu'aux municipales, où il ne parvient pas à présenter de liste à Limoges. Ses difficultés se confirment lors du scrutin départemental de 2021, lors duquel il n'atteint que deux seconds tours.

### 2017: ouverture d'une nouvelle phase
En 2017, les élections législatives voient la défaite des candidats socialistes dès le premier tour dans les trois circonscriptions. La sortante Catherine Beaubatie est ainsi sèchement battue, tandis qu'Annick Morizio et Laurent Lafaye, qui tentaient de succéder respectivement à Daniel Boisserie et Alain Rodet, sont également défaits dès le premier tour. Cet échec du PS ne bénéficie pas aux candidats de la droite : deux d'entre-eux perdent dès le premier tour également (Sarah Gentil dans la 1e circonscription, Vincent Léonie dans la 2e circonscription), et Guillaume Guérin est largement battu au second tour dans la 3e. Cet effacement des partis traditionnels bénéficie un peu à la gauche radicale, qui pour la première fois depuis 1986 dans la Haute-Vienne atteint le second tour d'une élection législative (Danielle Soury dans la 1e, Pierre Allard dans la 2e). 
Cependant, cette recomposition à gauche n'empêche pas les candidats de la majorité présidentielle de remporter les trois sièges au second tour. Totalement inconnus du grand public et néophytes en politique, Sophie Beaudouin-Hubière (44 ans), Jean-Baptiste Djebbari (35 ans) et Marie-Ange Magne (29 ans) deviennent députés, permettant au département de connaître un renouvellement parlementaire inédit par son ampleur et ses modalités. C'est en outre la première fois depuis 1978 que la Haute-Vienne n'envoie aucun socialiste au Palais Bourbon, et la toute première fois de la Cinquième république qu'elle n'élit aucun député de gauche.

## Géographie électorale du département
La gauche socialiste est historiquement forte dans l'ensemble du département, mais est concurrencée dans le tiers nord et certaines communes du sud-ouest par la droite parlementaire, et récemment à l'extrême-nord par un vote Front national. Au sud-est (contreforts du plateau de Millevaches, bastion du communisme rural typique de l'ouest du Massif central) et dans l'aire urbaine de Saint-Junien, ancien bassin industriel, la gauche radicale enregistre généralement de bons résultats. Entamé en 2014, le déclin du PS dans la Haute-Vienne a été amplifié par la recomposition politique amorcée par l'élection d'Emmanuel Macron à la présidence de la République en 2017, occasionnant la perte des trois sièges de députés au profit du parti présidentiel et augurant une période incertaine pour le socialisme départemental.

## Représentation politique et administrative

### Préfets et arrondissements

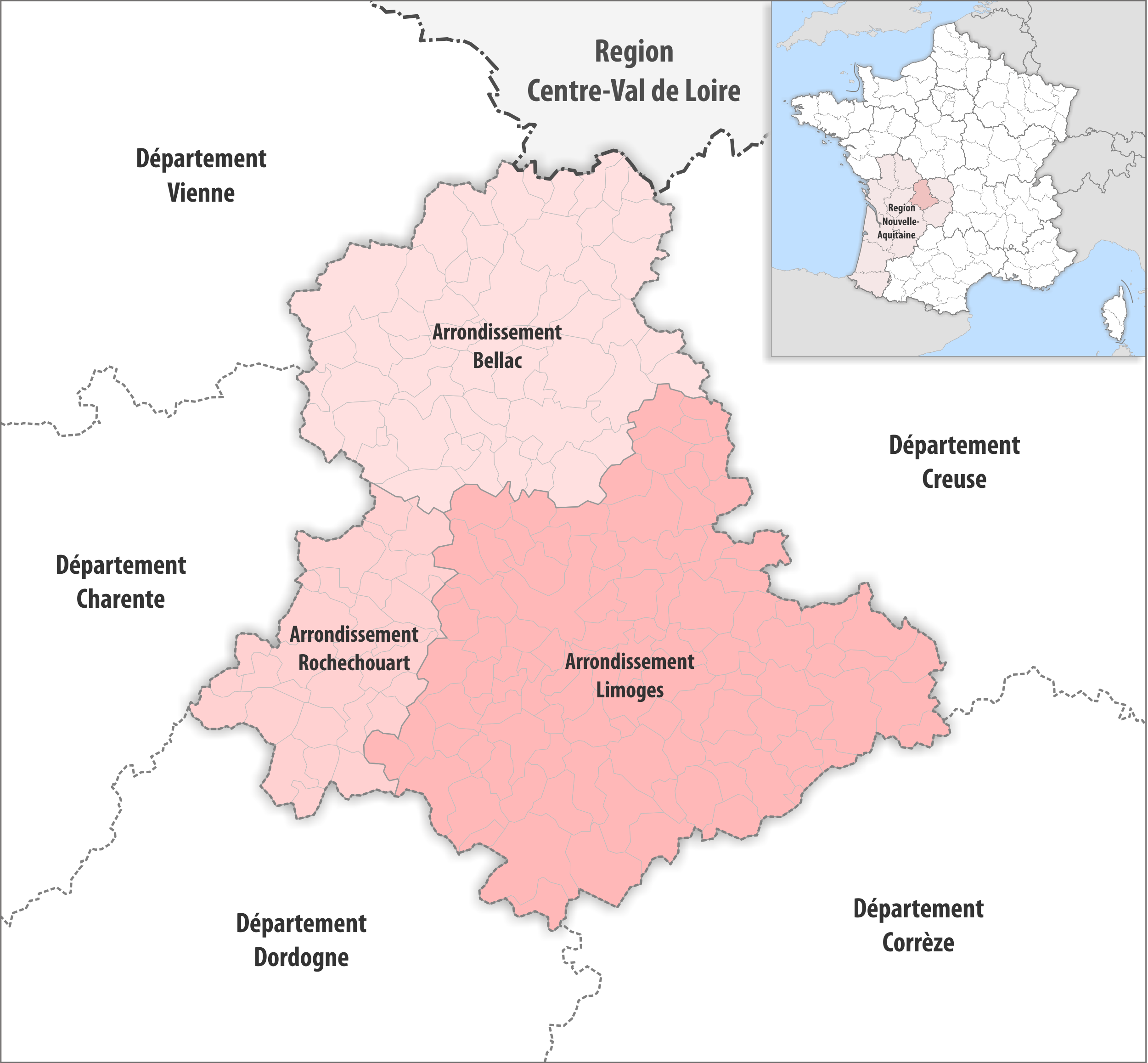
Carte des arrondissements de la Haute-Vienne en 2019.

Le département de la Haute-Vienne est découpé en trois arrondissements regroupant les cantons suivants :
- Arrondissement de Bellac : 
Bellac, Bessines-sur-Gartempe, Châteauponsac, Le Dorat, Magnac-Laval, Mézières-sur-Issoire, Nantiat, Saint-Sulpice-les-Feuilles.
- Arrondissement de Limoges : 
Aixe-sur-Vienne, Ambazac, Châlus, Châteauneuf-la-Forêt, Eymoutiers, Laurière, Limoges-Beaupuy, Limoges-Carnot, Limoges-Centre, Limoges-Cité, Limoges-Condat, Limoges-Corgnac, Limoges-Couzeix, Limoges-Émailleurs, Limoges-Grand-Treuil, Limoges-Isle, Limoges-La Bastide, Limoges-Landouge, Limoges-Le Palais, Limoges-Panazol, Limoges-Puy-las-Rodas, Limoges-Vigenal, Nexon, Nieul, Pierre-Buffière, Saint-Germain-les-Belles, Saint-Léonard-de-Noblat, Saint-Yrieix-la-Perche.
- Arrondissement de Rochechouart : 
Oradour-sur-Vayres, Rochechouart, Saint-Junien-Est, Saint-Junien-Ouest, Saint-Laurent-sur-Gorre, Saint-Mathieu.

Depuis le redécoupage cantonal de 2014, un canton peut contenir des communes provenant de plusieurs arrondissements. Cela concerne un seul canton, celui d'Ambazac.
|              | Identité                  | Circonscription administrative | Anciennes fonctions                                        |
| ------------ | ------------------------- | ------------------------------ | ---------------------------------------------------------- |
| Préfet       | François Pesneau          | Haute-Vienne                   | Préfet de Loir-et-Cher                                     |
| Sous-préfets | Françoise Slinger-Cecotti | Arr. de Bellac                 | Directrice générale d'un établissement médico-social       |
| Sous-préfets | Anne-Sophie Marcon        | Arr. de Rochechouart           | Directrice du secrétariat général du département de l'Aude |

### Députés et circonscriptions législatives

Députés de la Haute-Vienne en 2024.

Depuis le nouveau découpage électoral, le département comprend trois circonscriptions regroupant les cantons suivants :
- 1re circonscription : Ambazac, Châteauneuf-la-Forêt, Eymoutiers, Limoges-La Bastide, Limoges-Carnot, Limoges-Centre, Limoges-Cité, Limoges-Grand-Treuil, Limoges-Le Palais, Limoges-Panazol, Limoges-Vigenal, Saint-Léonard-de-Noblat
- 2e circonscription : Aixe-sur-Vienne, Châlus, Limoges-Condat, Limoges-Émailleurs, Nexon, Oradour-sur-Vayres, Pierre-Buffière, Rochechouart, Saint-Germain-les-Belles, Saint-Junien-Est, Saint-Junien-Ouest, Saint-Laurent-sur-Gorre, Saint-Mathieu, Saint-Yrieix-la-Perche
- 3e circonscription : Bellac, Bessines-sur-Gartempe, Châteauponsac, Laurière, Le Dorat, Limoges-Beaupuy, Limoges-Corgnac, Limoges-Couzeix, Limoges-Isle, Limoges-Landouge, Limoges-Puy-las-Rodas, Magnac-Laval, Mézières-sur-Issoire, Nantiat, Nieul, Saint-Sulpice-les-Feuilles

À la suite du redécoupage des cantons de 2014, les circonscriptions législatives ne sont plus composées de cantons entiers mais continuent à être définies selon les limites cantonales en vigueur en 2010. Les circonscriptions sont ainsi composées des cantons actuels suivants :
- 1re circonscription : cantons d'Ambazac (5 communes), Eymoutiers (22 communes), Limoges-2 (quartier Vigenal), Limoges-3 (sauf quartiers Montjovis et Mas Loubier), Limoges-4, Limoges-5, Limoges-6 (sauf partie du quartier Emailleurs), Limoges-7 (sauf quartiers Portes Ferrées et ZI Magré-Romanet), Limoges-8 (quartier Hôtel de Ville et partie de Bellevue), Panazol et Saint-Léonard-de-Noblat
- 2e circonscription : cantons d'Aixe-sur-Vienne, Condat-sur-Vienne, Eymoutiers (10 communes), Limoges-2 (partie du quartier des Ruchoux), Limoges-6 (partie du quartier Emailleurs), Limoges-7 (quartiers Portes Ferrées et ZI Magré-Romanet), Limoges-8 (sauf quartier Hôtel de Ville et partie de Bellevue), Limoges-9 (quartier du Roussillon), Rochechouart, Saint-Junien et Saint-Yrieix-la-Perche
- 3e circonscription : cantons d'Ambazac (10 communes), Bellac, Châteauponsac, Couzeix, Limoges-1, Limoges-2 (sauf quartier Vigenal et partie des Ruchoux), Limoges-3 (quartiers Montjovis et Mas Loubier), Limoges-8 (sauf quartier Hôtel de Ville et partie de Bellevue) et Limoges-9 (sauf quartier du Roussillon)

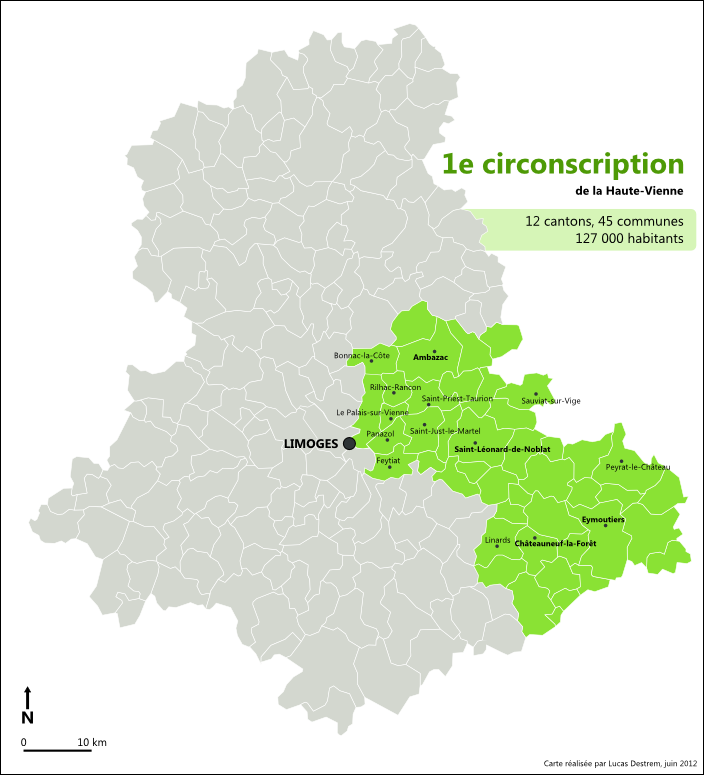
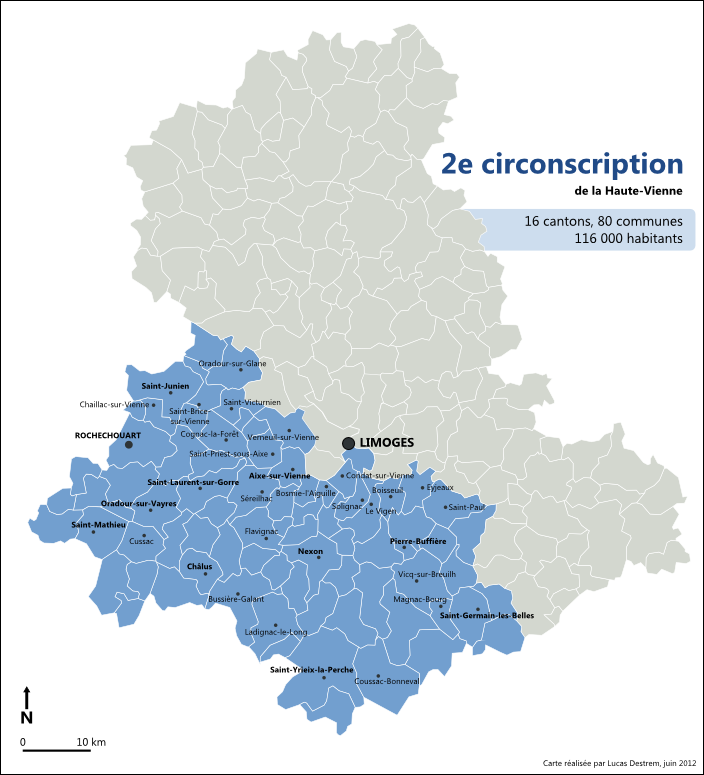
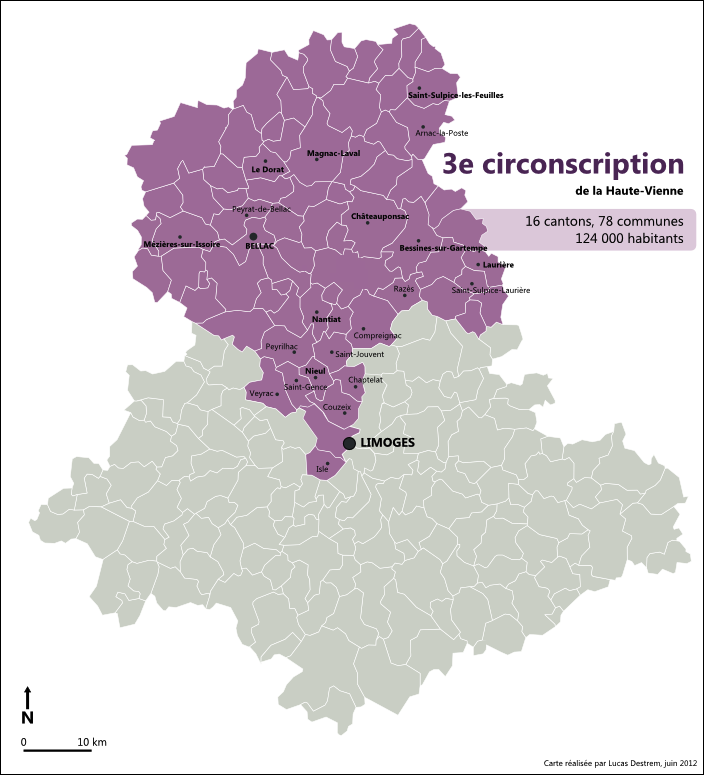

| Circ. | Nom                  |  | Parti | Groupe                    | Suppléant                 |
| ----- | -------------------- |  | ----- | ------------------------- | ------------------------- |
| 1re   | Damien Maudet        |  | LFI   | La France insoumise       | Jacqueline Lhomme-Léoment |
| 2e    | Stéphane Delautrette |  | PS    | Socialistes et apparentés | Émilie Rabeteau           |
| 3e    | Manon Meunier        |  | LFI   | La France insoumise       | Jean-Yves Rigout          |

### Sénateurs
|  | Identité                | Étiquette | Groupe                                | Autres mandats (passés ou actuels)                                                       |
|  | ----------------------- | --------- | ------------------------------------- | ---------------------------------------------------------------------------------------- |
|  | Isabelle Briquet        | PS        | Socialiste, écologiste et républicain | Conseillère générale de Limoges-5 (2015 → 2021) Maire du Palais-sur-Vienne (2001 → 2020) |
|  | Christian Redon-Sarrazy | PS        | Socialiste, écologiste et républicain | Maire de Meuzac (2008 → 2020)                                                            |

### Conseillers régionaux
Le conseil régional de Nouvelle-Aquitaine compte 183 membres élus pour six ans dont 10 représentant la Haute-Vienne (soit deux de moins qu'en 2015). Dans le détail, la liste d'union de la gauche « Nos territoires nos énergies avec Alain Rousset » a obtenu 6 sièges, le Rassemblement national (« Une région au service de la France ») 1, les Républicains (« Liste d'union de la droite et du centre autour de Nicolas Florian ») 1, les écologistes (« Nos terroirs notre avenir ») 1, et l'union du centre (« L'union fait la région ») 1.
| Andréa Brouille *   |  | PS  | 01 | Union de la gauche     | Socialiste, Place publique et apparentés |
| François Vincent    |  | PS  | 02 | Union de la gauche     | Socialiste, Place publique et apparentés |
| Mélanie Plazanet    |  | DVG | 03 | Union de la gauche     | Socialiste, Place publique et apparentés |
| Thibault Bergeron   |  | PS  | 04 | Union de la gauche     | Socialiste, Place publique et apparentés |
| Catherine La Dune * |  | PCF | 05 | Union de la gauche     | Communiste, écologique, citoyen          |
| Alain Darbon        |  | PS  | 06 | Union de la gauche     | Socialiste, Place publique et apparentés |
| Albin Freychet      |  | RN  | 01 | Rassemblement national | Rassemblement national                   |
| Guillaume Guérin    |  | LR  | 01 | Les Républicains       | Les Républicains                         |
| Jean-Louis Pagès    |  | LÉ  | 01 | Écologiste             | Écologiste, solidaire et citoyen         |
| Marie-Ange Magne    |  | RE  | 01 | Union du centre        | Renaissance                              |
| * Vice-président(e) |  |     |    |                        |                                          |

### Conseillers départementaux

Carte des cantons en 2021.

Depuis le redécoupage cantonal de 2014, le nombre de cantons est passé de 42 à 21 avec un binôme paritaire élu dans chacun d'entre eux, soit 42 conseillers départementaux. À l'issue des élections départementales de 2015, la majorité sortante de gauche est reconduite (mais en recul) et Jean-Claude Leblois (Parti socialiste) est élu à la présidence du conseil départemental par 29 voix contre 12 pour Raymond Archer (Union pour un mouvement populaire) et un bulletin blanc.
Le 1er juillet 2021, à la suite des élections départementales, Jean-Claude Leblois est réélu pour un deuxième mandat par 34 voix et 8 bulletins blancs. 
| Canton                  | Conseillers                    | Partis | Partis | Groupes                                       |
| ----------------------- | ------------------------------ | ------ | ------ | --------------------------------------------- |
| Aixe-sur-Vienne         | Sylvie Achard                  |        | PS     | PS, Apparentés et Citoyens                    |
| Aixe-sur-Vienne         | Philippe Barry                 |        | PS     | PS, Apparentés et Citoyens                    |
| Ambazac                 | Alain Auzeméry                 |        | PS     | PS, Apparentés et Citoyens                    |
| Ambazac                 | Brigitte Lardy                 |        | PS     | PS, Apparentés et Citoyens                    |
| Bellac                  | Patricia Marcoux-Lestieux      |        | PCF    | ADS-PCF et Apparentés                         |
| Bellac                  | Stéphane Veyriras              |        | PS     | PS, Apparentés et Citoyens                    |
| Châteauponsac           | Alain Jouanny                  |        | DVG    | PS, Apparentés et Citoyens                    |
| Châteauponsac           | Amandine Sellès                |        | DVG    | PS, Apparentés et Citoyens                    |
| Condat-sur-Vienne       | Annick Morizio                 |        | PS     | PS, Apparentés et Citoyens                    |
| Condat-sur-Vienne       | Jean-Louis Nouhaud             |        | PS     | PS, Apparentés et Citoyens                    |
| Couzeix                 | Sébastien Larcher              |        | DVD    | Union de la Droite, du Centre et Indépendants |
| Couzeix                 | Lydie Manus                    |        | DVD    | Union de la Droite, du Centre et Indépendants |
| Eymoutiers              | Jacqueline Lhomme-Léoment      |        | ADS    | ADS-PCF et Apparentés                         |
| Eymoutiers              | Patrick Malet                  |        | DVG    | ADS-PCF et Apparentés                         |
| Limoges-1               | Véronique Guilhat-Barret       |        | PS     | PS, Apparentés et Citoyens                    |
| Limoges-1               | Stéphane Ostrowski             |        | DVG    | PS, Apparentés et Citoyens                    |
| Limoges-2               | Fabrice Escure                 |        | PS     | PS, Apparentés et Citoyens                    |
| Limoges-2               | Chérifa Tlemsani               |        | PS     | PS, Apparentés et Citoyens                    |
| Limoges-3               | Stéphane Destruhaut            |        | PS     | PS, Apparentés et Citoyens                    |
| Limoges-3               | Bernadette Troubat             |        | PS     | PS, Apparentés et Citoyens                    |
| Limoges-4               | Marlène Laloge                 |        | PS     | PS, Apparentés et Citoyens                    |
| Limoges-4               | Pascal Pironneau               |        | PCF    | ADS-PCF et Apparentés                         |
| Limoges-5               | Ludovic Géraudie               |        | PS     | PS, Apparentés et Citoyens                    |
| Limoges-5               | Valérie Paulet                 |        | PCF    | ADS-PCF et Apparentés                         |
| Limoges-6               | Michel Cubertafond             |        | LR     | Union de la Droite, du Centre et Indépendants |
| Limoges-6               | Sarah Gentil                   |        | LR     | Union de la Droite, du Centre et Indépendants |
| Limoges-7               | Cécile Bourdeau                |        | PS     | PS, Apparentés et Citoyens                    |
| Limoges-7               | Thierry Miguel                 |        | PS     | PS, Apparentés et Citoyens                    |
| Limoges-8               | Jean-Marie Bost                |        | LR     | Union de la Droite, du Centre et Indépendants |
| Limoges-8               | Isabelle Debourg               |        | LR     | Union de la Droite, du Centre et Indépendants |
| Limoges-9               | Gilles Bégout                  |        | DVG    | PS, Apparentés et Citoyens                    |
| Limoges-9               | Gülsen Yildirim                |        | PS     | PS, Apparentés et Citoyens                    |
| Panazol                 | Pascal Bussière                |        | LR     | Union de la Droite, du Centre et Indépendants |
| Panazol                 | Isabelle Negrier               |        | RE     | Union de la Droite, du Centre et Indépendants |
| Rochechouart            | Anne-Marie Almoster-Rodrigues  |        | PS     | PS, Apparentés et Citoyens                    |
| Rochechouart            | Yves Raymondaud                |        | PS     | PS, Apparentés et Citoyens                    |
| Saint-Junien            | Pierre Allard                  |        | ADS    | ADS-PCF et Apparentés                         |
| Saint-Junien            | Sylvie Tuyéras                 |        | PCF    | ADS-PCF et Apparentés                         |
| Saint-Léonard-de-Noblat | Christelle Aupetit-Berthelemot |        | DVG    | PS, Apparentés et Citoyens                    |
| Saint-Léonard-de-Noblat | Jean-Claude Leblois            |        | PS     | PS, Apparentés et Citoyens                    |
| Saint-Yrieix-la-Perche  | François Boisserie             |        | PS     | PS, Apparentés et Citoyens                    |
| Saint-Yrieix-la-Perche  | Monique Plazzi                 |        | PS     | PS, Apparentés et Citoyens                    |

Le 1er juillet 2021, lors de la session d'installation du conseil départemental, six vice-présidentes et six vice-présidents ont été élus.
Le bureau est remanié le 5 octobre 2022 après l'élection de Stéphane Delautrette (Saint-Yrieix-la-Perche, Groupe PS, Apparentés et Citoyens) comme député de la 2e circonscription puis le 1er septembre 2023 à la suite de la démission de Sandrine Rotzler (Limoges-3, Groupe PS, Apparentés et Citoyens), 3e vice-présidente de l'assemblée départementale. À cette date, la liste des vice-présidents est la suivante :
|     | Identité                      | Groupe | Attributions                                                    |
| --- | ----------------------------- | ------ | --------------------------------------------------------------- |
| 1re | Annick Morizio                | SOC    | Affaires générales                                              |
| 2e  | Pierre Allard                 | COM    | Finances départementales                                        |
| 3e  | Gülsen Yildirim               | SOC    | Enfance, famille et démocratie sanitaire                        |
| 4e  | Alain Auzeméry                | SOC    | Agriculture et transitions territoriales et énergétiques        |
| 5e  | Sylvie Tuyéras                | COM    | Insertion et logement                                           |
| 6e  | Thierry Miguel                | SOC    | Sport et vie associative                                        |
| 7e  | Monique Plazzi                | SOC    | Accompagnement à la perte d'autonomie et handicap               |
| 8e  | Fabrice Escure                | SOC    | Culture et citoyenneté                                          |
| 9e  | Anne-Marie Almoster-Rodrigues | SOC    | Éducation et jeunesse                                           |
| 10e | Ludovic Géraudie              | SOC    | Tourisme, politiques contractuelles et investissements durables |
| 11e | Sylvie Achard                 | SOC    | Attractivité économique et environnementale                     |
| 12e | Stéphane Destruhaut           | SOC    | Infrastructures numériques et mobilités                         |

Par ailleurs, des conseillers départementaux délégués ont été désignés :
- Stéphane Veyriras : tourisme lacustre et randonnée
- Yves Raymondaud : solidarités territoriales
- Jean-Louis Nouhaud : santé animale
- Philippe Barry : ressource en eau et biodiversité

Groupes politiques
Le conseil départemental de la Haute-Vienne compte trois groupes politiques : deux appartiennent à la majorité et un à l'opposition. 
| Groupe                                        | Sigle | Président           | Statut     | Effectif |
| --------------------------------------------- | ----- | ------------------- | ---------- | -------- |
| ADS-PCF et Apparentés                         | COM   | Pierre Allard       | majorité   | 7        |
| PS, Apparentés et Citoyens                    | SOC   | Stéphane Destruhaut | majorité   | 27       |
| Union de la Droite, du Centre et Indépendants | UDCI  | Sarah Gentil        | opposition | 8        |

### Présidents d'intercommunalités

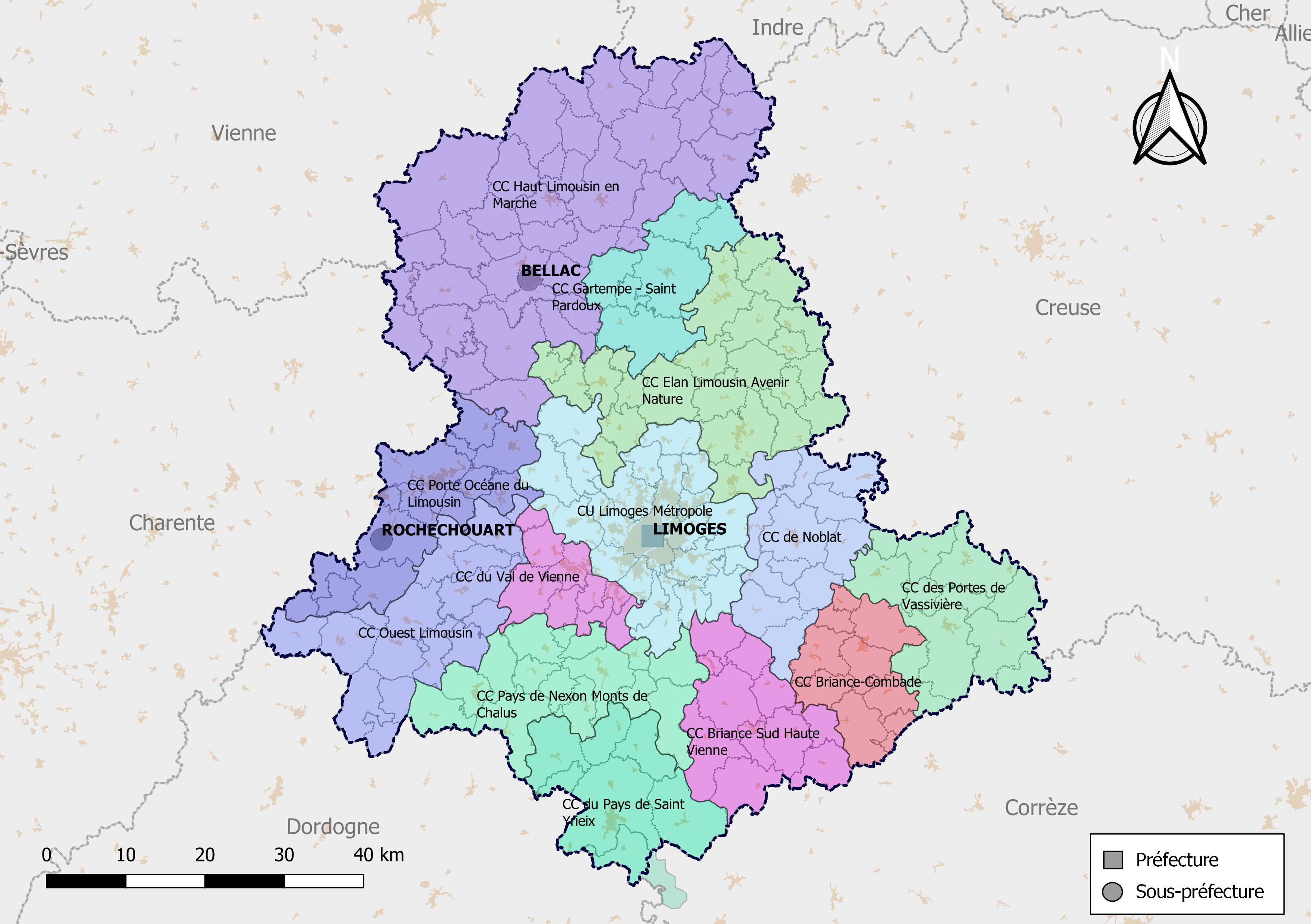
Carte des intercommunalités de la Haute-Vienne au 1er janvier 2019.

|  |    | Intercommunalité              | Président              | Parti | Parti | Élection | Population |
|  | -- | ----------------------------- | ---------------------- | ----- | ----- | -------- | ---------- |
|  | CC | Briance-Combade               | Yves Le Gouffe         |       | DVG   | 2014     | 5 340      |
|  | CC | Briance Sud Haute-Vienne      | Marc Ditlecadet        |       | DVG   | 2014     | 9 130      |
|  | CC | Élan Limousin Avenir Nature   | Alain Auzeméry         |       | PS    | 2020     | 27 563     |
|  | CC | Gartempe Saint-Pardoux        | Gérard Rumeau          |       | DVD   | 2020     | 5 093      |
|  | CC | Haut-Limousin en Marche       | Jean-François Perrin   |       | PS    | 2020     | 22 386     |
|  | CU | Limoges Métropole             | Guillaume Guérin       |       | LR    | 2020     | 206 616    |
|  | CC | Noblat                        | Alain Darbon           |       | PS    | 2015     | 11 729     |
|  | CC | Ouest Limousin                | Christophe Gérouard    |       | DVG   | 2017     | 11 320     |
|  | CC | Pays de Nexon-Monts de Châlus | Emmanuel Dexet         |       | PS    | 2022     | 13 032     |
|  | CC | Pays de Saint-Yrieix          | Daniel Boisserie       |       | PS    | 1997     | 12 087     |
|  | CC | Porte Océane du Limousin      | Pierre Allard          |       | ADS   | 2020     | 25 704     |
|  | CC | Portes de Vassivière          | Jean-Pierre Bosdevigie |       | DVG   | 2024     | 5 701      |
|  | CC | Val de Vienne                 | Philippe Barry         |       | PS    | 2014     | 16 282     |

### Maires

Carte des 195 communes de la Haute-Vienne au 1er janvier 2024.

| Commune                 | Maire                         |  | Parti | Élection | Population |
| ----------------------- | ----------------------------- |  | ----- | -------- | ---------- |
| Aixe-sur-Vienne         | René Arnaud                   |  | PRV   | 2014     | 5 860      |
| Ambazac                 | Peggy Bariat                  |  | LFI   | 2022     | 5 565      |
| Bellac                  | Claude Peyronnet              |  | DVG   | 2020     | 3 569      |
| Bessines-sur-Gartempe   | Andréa Brouille               |  | PS    | 2008     | 2 739      |
| Boisseuil               | Philippe Janicot              |  | DVG   | 2020     | 2 997      |
| Bosmie-l'Aiguille       | Maurice Leboutet              |  | PS    | 2001     | 2 620      |
| Condat-sur-Vienne       | Émilie Rabeteau               |  | PS    | 2020     | 5 208      |
| Couzeix                 | Sébastien Larcher             |  | DVD   | 2020     | 10 011     |
| Feytiat                 | Gaston Chassain               |  | PS    | 2013     | 6 174      |
| Isle                    | Gilles Bégout                 |  | DVG   | 2008     | 7 915      |
| Limoges                 | Émile Roger Lombertie         |  | LR    | 2014     | 129 754    |
| Nexon                   | Fabrice Gerville-Réache       |  | PS    | 2014     | 2 542      |
| Oradour-sur-Glane       | Philippe Lacroix              |  | RE    | 2014     | 2 517      |
| Le Palais-sur-Vienne    | Ludovic Géraudie              |  | PS    | 2020     | 5 861      |
| Panazol                 | Fabien Doucet                 |  | LR    | 2020     | 11 207     |
| Rilhac-Rancon           | Nadine Burgaud                |  | PS    | 2020     | 4 733      |
| Rochechouart            | Anne-Marie Almoster-Rodrigues |  | PS    | 2020     | 3 637      |
| Saint-Junien            | Hervé Beaudet                 |  | ADS   | 2024     | 11 382     |
| Saint-Just-le-Martel    | Joël Garestier                |  | PS    | 2014     | 2 654      |
| Saint-Léonard-de-Noblat | Alain Darbon                  |  | PS    | 2014     | 4 319      |
| Saint-Priest-Taurion    | Claudette Rossander           |  | PCF   | 2020     | 2 896      |
| Saint-Yrieix-la-Perche  | Daniel Boisserie              |  | PS    | 1995     | 6 873      |
| Verneuil-sur-Vienne     | Pascal Robert                 |  | PS    | 2013     | 4 940      |

Plusieurs communes ont vu un changement de premier édile en cours de mandat :

## Résultats électoraux

### Élections législatives
| 2024 | 2024 | 2024 | 2024 | 2024 | 2024 | 2024 | 2024 | 2024 |                                                        | Damien Maudet                                          |                                                        | Stéphane Delautrette                                   |                                                        | Manon Meunier                                          |                                                        |                                                        |                                                        |                                                        |                                                        |                                                        |                                                        |                                                        |                                                        |                                                        |                                                        |                                                        |
| 2022 | 2022 | 2022 | 2022 | 2022 | 2022 | 2022 | 2022 | 2022 |                                                        | Damien Maudet                                          |                                                        | Stéphane Delautrette                                   |                                                        | Manon Meunier                                          |                                                        |                                                        |                                                        |                                                        |                                                        |                                                        |                                                        |                                                        |                                                        |                                                        |                                                        |                                                        |
| 2017 | 2017 | 2017 | 2017 | 2017 | 2017 | 2017 | 2017 | 2017 |                                                        | Sophie Beaudouin-Hubière                               |                                                        | Jean-Baptiste Djebbari                                 |                                                        | Marie-Ange Magne                                       |                                                        |                                                        |                                                        |                                                        |                                                        |                                                        |                                                        |                                                        |                                                        |                                                        |                                                        |                                                        |
| 2012 | 2012 | 2012 | 2012 | 2012 | 2012 | 2012 | 2012 | 2012 |                                                        | Alain Rodet                                            |                                                        | Daniel Boisserie                                       |                                                        | Catherine Beaubatie                                    |                                                        |                                                        |                                                        |                                                        |                                                        |                                                        |                                                        |                                                        |                                                        |                                                        |                                                        |                                                        |
| 2007 | 2007 | 2007 | 2007 | 2007 | 2007 | 2007 | 2007 | 2007 |                                                        | Monique Boulestin                                      |                                                        | Daniel Boisserie                                       |                                                        | Marie-Françoise Pérol-Dumont                           |                                                        | Alain Rodet                                            |                                                        |                                                        |                                                        |                                                        |                                                        |                                                        |                                                        |                                                        |                                                        |                                                        |
| 2002 | 2002 | 2002 | 2002 | 2002 | 2002 | 2002 | 2002 | 2002 |                                                        | Alain Marsaud                                          |                                                        | Daniel Boisserie                                       |                                                        | Marie-Françoise Pérol-Dumont                           |                                                        | Alain Rodet                                            |                                                        |                                                        |                                                        |                                                        |                                                        |                                                        |                                                        |                                                        |                                                        |                                                        |
| 1997 | 1997 | 1997 | 1997 | 1997 | 1997 | 1997 | 1997 | 1997 |                                                        | Claude Lanfranca                                       |                                                        | Daniel Boisserie                                       |                                                        | Marie-Françoise Pérol-Dumont                           |                                                        | Alain Rodet                                            |                                                        |                                                        |                                                        |                                                        |                                                        |                                                        |                                                        |                                                        |                                                        |                                                        |
| 1993 | 1993 | 1993 | 1993 | 1993 | 1993 | 1993 | 1993 | 1993 |                                                        | Alain Marsaud                                          |                                                        | Évelyne Guilhem                                        |                                                        | Jacques-Michel Faure                                   |                                                        | Alain Rodet                                            |                                                        |                                                        |                                                        |                                                        |                                                        |                                                        |                                                        |                                                        |                                                        |                                                        |
| 1988 | 1988 | 1988 | 1988 | 1988 | 1988 | 1988 | 1988 | 1988 |                                                        | Robert Savy                                            |                                                        | Jean-Claude Peyronnet                                  |                                                        | Marcel Mocœur                                          |                                                        | Alain Rodet                                            |                                                        |                                                        |                                                        |                                                        |                                                        |                                                        |                                                        |                                                        |                                                        |                                                        |
| 1986 | 1986 | 1986 | 1986 | 1986 | 1986 | 1986 | 1986 | 1986 | Scrutin proportionnel plurinominal par département (4) | Scrutin proportionnel plurinominal par département (4) | Scrutin proportionnel plurinominal par département (4) | Scrutin proportionnel plurinominal par département (4) | Scrutin proportionnel plurinominal par département (4) | Scrutin proportionnel plurinominal par département (4) | Scrutin proportionnel plurinominal par département (4) | Scrutin proportionnel plurinominal par département (4) | Scrutin proportionnel plurinominal par département (4) | Scrutin proportionnel plurinominal par département (4) | Scrutin proportionnel plurinominal par département (4) | Scrutin proportionnel plurinominal par département (4) | Scrutin proportionnel plurinominal par département (4) | Scrutin proportionnel plurinominal par département (4) | Scrutin proportionnel plurinominal par département (4) | Scrutin proportionnel plurinominal par département (4) | Scrutin proportionnel plurinominal par département (4) | Scrutin proportionnel plurinominal par département (4) |
| 1981 | 1981 | 1981 | 1981 | 1981 | 1981 | 1981 | 1981 | 1981 |                                                        | Alain Rodet                                            |                                                        | Marcel Rigout                                          |                                                        | Marcel Mocœur                                          |                                                        |                                                        |                                                        |                                                        |                                                        |                                                        |                                                        |                                                        |                                                        |                                                        |                                                        |                                                        |
| 1978 | 1978 | 1978 | 1978 | 1978 | 1978 | 1978 | 1978 | 1978 |                                                        | Hélène Constans                                        |                                                        | Marcel Rigout                                          |                                                        | Jacques Jouve                                          |                                                        |                                                        |                                                        |                                                        |                                                        |                                                        |                                                        |                                                        |                                                        |                                                        |                                                        |                                                        |
| 1973 | 1973 | 1973 | 1973 | 1973 | 1973 | 1973 | 1973 | 1973 |                                                        | Hélène Constans                                        |                                                        | Marcel Rigout                                          |                                                        | Louis Longequeue                                       |                                                        |                                                        |                                                        |                                                        |                                                        |                                                        |                                                        |                                                        |                                                        |                                                        |                                                        |                                                        |
| 1968 | 1968 | 1968 | 1968 | 1968 | 1968 | 1968 | 1968 | 1968 |                                                        | René Regaudie                                          |                                                        | Jacques Boutard                                        |                                                        | Louis Longequeue                                       |                                                        |                                                        |                                                        |                                                        |                                                        |                                                        |                                                        |                                                        |                                                        |                                                        |                                                        |                                                        |
| 1967 | 1967 | 1967 | 1967 | 1967 | 1967 | 1967 | 1967 | 1967 |                                                        | René Regaudie                                          |                                                        | Marcel Rigout                                          |                                                        | Louis Longequeue                                       |                                                        |                                                        |                                                        |                                                        |                                                        |                                                        |                                                        |                                                        |                                                        |                                                        |                                                        |                                                        |
| 1962 | 1962 | 1962 | 1962 | 1962 | 1962 | 1962 | 1962 | 1962 |                                                        | René Regaudie                                          |                                                        | Jacques Boutard                                        |                                                        | Louis Longequeue                                       |                                                        |                                                        |                                                        |                                                        |                                                        |                                                        |                                                        |                                                        |                                                        |                                                        |                                                        |                                                        |
| 1958 | 1958 | 1958 | 1958 | 1958 | 1958 | 1958 | 1958 | 1958 |                                                        | René Regaudie                                          |                                                        | Jacques Boutard                                        |                                                        | Louis Longequeue                                       |                                                        |                                                        |                                                        |                                                        |                                                        |                                                        |                                                        |                                                        |                                                        |                                                        |                                                        |                                                        |

### Élections cantonales et départementales
|                                    |       |       |      |                                               |
| Président du conseil départemental |       |       |      |                                               |
| Jean-Claude Leblois (PS)           |       |       |      |                                               |
| Parti                              | Sigle | Sigle | Élus | Groupes                                       |
| Majorité (34 sièges)               |       |       |      |                                               |
| Parti communiste français          |       | PCF   | 4    | ADS-PCF et apparentés                         |
| Alternative démocratie socialisme  |       | ADS   | 2    | ADS-PCF et apparentés                         |
| Divers gauche                      |       | DVG   | 1    | ADS-PCF et apparentés                         |
| Parti socialiste                   |       | PS    | 22   | PS, apparentés et citoyens                    |
| Divers gauche                      |       | DVG   | 5    | PS, apparentés et citoyens                    |
| Opposition (8 sièges)              |       |       |      |                                               |
| Les Républicains                   |       | LR    | 5    | Union de la droite, du centre et indépendants |
| Divers droite                      |       | DVD   | 2    | Union de la droite, du centre et indépendants |
| Renaissance                        |       | RE    | 1    | Union de la droite, du centre et indépendants |

### Élections municipales
| Commune                 | Parti (2020) | Parti (2014) | Parti (2008) | Parti (2001) | Parti (1995) | Parti (1989) | Parti (1983) | Parti (1977) |
| ----------------------- | ------------ | ------------ | ------------ | ------------ | ------------ | ------------ | ------------ | ------------ |
| Aixe-sur-Vienne         | PRV          | UDI          | PS           | PS           | PS           | PS           | PS           | PS           |
| Ambazac                 | LFI          | PCF          | PS           | PS           | PS           | PS           | PS           | PS           |
| Bellac                  | DVG          | DVD          | PS           | RPR          | RPR          | DVD          | UDF          | DVD          |
| Bessines-sur-Gartempe   | PS           | PS           | PS           | PS           | PS           | PS           | PS           | PS           |
| Boisseuil               | DVG          | PS           | PS           | PS           | PS           | PS           | n.c.         | n.c.         |
| Bosmie-l'Aiguille       | PS           | PS           | PS           | PS           | PS           | PS           | PS           | n.c.         |
| Condat-sur-Vienne       | PS           | PS           | PS           | PS           | PS           | PS           | PS           | PS           |
| Couzeix                 | DVD          | UDI          | UMP          | UDF          | UDF          | PS           | PS           | DVG          |
| Feytiat                 | PS           | PS           | PS           | PS           | PS           | PS           | PS           | PS           |
| Isle                    | DVG          | DVG          | DVG          | PS           | PS           | PS           | PS           | PS           |
| Limoges                 | LR           | UMP          | PS           | PS           | PS           | PS           | PS           | PS           |
| Nexon                   | PS           | PS           | PS           | PS           | PS           | PS           | PS           | PS           |
| Oradour-sur-Glane       | RE           | LREM         | DVD          | RPR          | RPR          | SE           | SE           | SE           |
| Le Palais-sur-Vienne    | PS           | PS           | PS           | PS           | PS           | PS           | PS           | PS           |
| Panazol                 | LR           | DVG          | DVG          | PS           | PS           | PS           | PS           | PS           |
| Rilhac-Rancon           | PS           | PCF          | PS           | PS           | PS           | n.c.         | PCF          | PCF          |
| Rochechouart            | PS           | PS           | PS           | PS           | PCF          | PCF          | PCF          | PCF          |
| Saint-Junien            | ADS          | ADS          | ADS          | ADS          | ADS          | PCF          | PCF          | PCF          |
| Saint-Just-le-Martel    | PS           | PS           | PS           | PS           | PS           | PS           | DVD          | n.c.         |
| Saint-Léonard-de-Noblat | PS           | PS           | DVG          | DVG          | PS           | PS           | PS           | PS           |
| Saint-Priest-Taurion    | PCF          | LREM         | PS           | PS           | PS           | PS           | PS           | PS           |
| Saint-Yrieix-la-Perche  | PS           | PS           | PS           | PS           | PS           | RPR          | RPR          | Mod.         |
| Verneuil-sur-Vienne     | PS           | PS           | PS           | PS           | PS           | PS           | PS           | PS           |

### Référendums
Référendum sur le traité établissant une constitution pour l'Europe
29 mai 2005
| NON 111 589 (59,94 %) |  |  | OUI 74 573 (40,06 %) |
| ▲                     |  |  |                      |

Référendum sur le quinquennat présidentiel
24 septembre 2000
| OUI 54 576 (76,09 %) |  |  | NON 17 146 (23,91 %) |
| ▲                    |  |  |                      |

Référendum sur le traité de Maastricht
20 septembre 1992
| NON 93 437 (51,53 %) |  |  | OUI 87 879 (48,47 %) |
| ▲                    |  |  |                      |

Référendum sur l'autodétermination de la Nouvelle-Calédonie
6 novembre 1988
| OUI 84 300 (85,73 %) |  |  | NON 14 036 (14,27 %) |
| ▲                    |  |  |                      |

Référendum sur l'élargissement de la CEE
23 avril 1972
| OUI 68 502 (57,64 %) |  |  | NON 50 352 (42,36 %) |
| ▲                    |  |  |                      |

Référendum sur la réforme du Sénat et la régionalisation
27 avril 1969
| NON 105 326 (58,81 %) |  |  | OUI 73 749 (41,18 %) |
| ▲                     |  |  |                      |

Référendum sur l'élection au suffrage universel du président de la République
28 octobre 1962
Référendum sur l'autodétermination en Algérie
8 janvier 1961
| OUI 96 517 (61,60 %) |  |  | NON 60 163 (38,40 %) |
| ▲                    |  |  |                      |

Référendum constitutionnel de 1958
28 septembre 1958
| OUI 121 271 (66,85 %) |  |  | NON 60 133 (33,15 %) |
| ▲                     |  |  |                      |

Référendum constitutionnel d'octobre 1946
13 octobre 1946
| OUI 108 691 (77,97 %) |  |  | NON 30 703 (22,03 %) |
| ▲                     |  |  |                      |

Référendum constitutionnel de mai 1946
5 mai 1946
| OUI 110 175 (67,62 %) |  |  | NON 52 744 (32,37 %) |
| ▲                     |  |  |                      |

Référendum constitutionnel de 1945
21 octobre 1945